# Костюк Ірина Костянтинівна
Ірина Костянтинівна Костюк (14 серпня 1974, Київ) — український психолог та дипломат. Надзвичайний та Повноважний Посол України на Кубі (з 2022).

## Біографія
У 1996 році закінчила Київський національний економічний університет, за фахом «аудит та облік». У 2005 році Київський національний університет імені Тараса Шевченка, кафедра психології.
У 2000—2010 рр. — працювала психологом-вихователем Міжнародної Чорнобильської програми «Діти Чорнобиля» в Республіці Куба. Корекційним педагогом-психологом в українсько-кубинській міжурядовій програмі з надання медичної допомоги дітям, які постраждали внаслідок аварії на Чорнобильській АЕС. В рамках реалізації програми «Діти Чорнобиля» займалася: відбором дітей з інвалідністю, малозабезпечених та багатодітних родин, сиріт та напів-сиріт з дитячих будинків так і соціально-незахищених верств населення з тяжкими вадами внаслідок аварії ЧАЕС, хвороб не виліковних в Україні. Супровід дітей з України на Кубу організація побуту, навчання, психологічного комфорту, лікування, спілкування з однолітками, проведення і організація українсько-кубинських заходів до свята Незалежності України, Різдва та Нового року, дня іменинника, Великодня. Допомога та участь у виборах Президента України 2004 р. при Посольстві України на Кубі.
У 2000—2014 рр. — заступник директора, практикуючий психолог.
У 2014—2018 рр. — Керівник проєкту «Крок за кроком». Корекційний психолог — Київський Палац дітей та юнацтва Київ.
У 2018—2022 рр. — Директор Інклюзивно-ресурсного центру № 10 Шевченківського району міста Києва.
З 4 травня 2022 — Надзвичайний і Повноважний Посол України в Республіці Куба.
28 липня 2022 року — вручила копії вірчих грамот Віце-міністру закордонних справ Куби Анаянсі Родрігез Камехо.
7 жовтня 2022 року — вручила вірчі грамоти Президенту Куби Мігелю Діаз-Канелю.